# Arnold Wall
Arnold Wall (1869–1966) fue un notable profesor de la Universidad de Nueva Zelanda, filólogo, poeta, alpinista, botánico, escritor y locutor de radio. Nació en Nuwara Eliya, Ceilán en 1869.
- La abreviatura «A.Wall» se emplea para indicar a Arnold Wall como autoridad en la descripción y clasificación científica de los vegetales.[2]